# Renzo Verschuren
Renzo Verschuren (* 24. Juni 1981 in Nieukerk) ist ein niederländischer Volleyballspieler.

## Karriere
Verschuren stammt aus einer sportlichen Familie. Sein Vater war als Basketballer in der ersten Liga aktiv, seine Mutter spielte Korfball und sein Bruder Volleyball. Renzo Verschuren begann mit Fußball und wechselte im Alter von sechzehn Jahren zum Volleyball. Er spielte zehn Jahre lang beim niederländischen Erstligisten Ortec Rotterdam Nesselande. 2005 gewann der Mittelblocker mit dem Verein das nationale Double aus Meisterschaft und Pokalsieg. Außerdem erreichte Rotterdam das Endspiel im Top Teams Cup. Im gleichen Jahr debütierte der gelernte Sportlehrer in der niederländischen Nationalmannschaft. 2006 und 2007 konnte er die Erfolge in Meisterschaft und Pokal wiederholen. Anschließend wurde er vom deutschen Bundesligisten Moerser SC verpflichtet. Nach zwei Jahren wechselte er innerhalb der Bundesliga zu evivo Düren, wo er jedoch einen großen Teil der Saison wegen einer Verletzung verpasste. Deshalb kehrte er nach Rotterdam zurück. 2011 kam er wieder nach Deutschland zu den RWE Volleys Bottrop. Als die Bottroper Ende des Jahres in finanzielle Schwierigkeiten gerieten, spielte Verschuren im Frühjahr 2012 ein zweites Mal beim Moerser SC.